# شیپ-اسلوپ کلاس کرومورانت
شیپ-اسلوپ کلاس کرومورانت (به انگلیسی: Cormorant-class ship-sloop) یک کلاس از اسلوپ‌ها است که طول آن ۱۰۸ فوت ۴ اینچ (۳۳ متر) می‌باشد.